# Ключ 112
Ключ 112 (трад. и упр. 石) — ключ Канси со значением «камень»; один из 23, состоящих из пяти штрихов.
В словаре Канси есть 499 символов (из 49 030), которые можно найти c этим радикалом.

## История
Древняя идеограмма изображала осколок, отколовшийся от скалы.
Кроме этого значения иероглиф обозначает в Японии меры емкости: 180,4 литра, для риса — приблизительно 150 кг, для лесоматериала, камня и т. п. — 0,28 куб. м.
Иероглиф является сильным ключевым знаком.
В составе сложных иероглифов может вносить смысл некоей твердой субстанции, инструмента или строения.
- Вид в Цзиньвэнь
- Вид в Цзягувэнь
- Вид в большой печати Чжуаньшу
- Вид в малой печати Чжуаньшу

В словарях находится под номером 112.

## Примеры иероглифов
| Доп. штрихи | Иероглифы |
| ----------- | --- |
| 0           | 石 |
| 1           | 䂖 |
| 2           | 矴 矵 矶 䂗 𥐙 |
| 3           | 矷 矸 矹 矺 矻 矼 矽 矾 矿 䂘 䂙 𥐥 𥐦 𥐧 𥐨 |
| 4           | 泵 䂚 䂛 䂜 䂝 䂞 砊 砋 砌 砍 砎 砏 砚 砛 砜 𥐮 𥐯 砂 砃 砄 砅 砆 砇 砈 砉 砐 砑 砒 砓 研 砕 砖 砗 砘 砙 𥑂 𥑃                                                                                  |
| 5           | 䂠 䂡 䂢 䂣 䂤 䂥 䂦 䂨 䂟 砝 砞 砟 砪 砫 砬 砭 砮 砯 砼 砽 砾 砿 𥑬 𥑭 𥑮 砠 砡 砢 砣 砤 砥 砦 砧 砨 砩 砰 砱 砲 砳 破 砵 砶 砷 砸 础 𥑆 𥑠 𥑥 𥑲                                              |
| 6           | 硎 䂩 䂪 䂫 䂬 䂭 䂮 䂯 𥒥 𥒦 硊 硋 硌 硍 硎 硏 硚 硛 𥒚 𥒞 硂 硃 硄 硅 硆 硇 硈 硉 硐 硑 硒 硓 硔 硘 砹 𥑴 𥑶 𥒃 𥒅                                                                            |
| 7           | 䂰 䂱 䂲 䂳 䂴 䂶 𥒮 𥓄 𥓅 𥓉 硜 硝 硞 硟 硪 硫 硬 硭 确 硯 硠 硡 硢 硣 硤 硥 硦 硧 硨 硩 硰 硱 硲 硳 硵 硶 硫                                                                                  |
| 8           | 碌 䂷 䂸 䂹 䂺 䂻 䂼 䂽 䂾 䂿 䃀 䃁 䃂 䃃 䃄 䃅 䃆 䃇 碰 𥓙 𥓳 𥓴 𥓵 𥓶 𥓷 𥓸 𥓹 硺 硻 硼 硽 硿 碊 碋 碌 碍 碎 碏 碚 碜 硸 硹 碀 碁 碂 碃 碄 碅 碆 碇 碈 碉 碐 碑 碒 碓 碔 碕 碖 碗 碘 碙 碌 硴 |
| 9           | 䃈 䃉 䃊 䃋 䃌 䃍 䃎 䃏 䃐 碠 碡 碢 碣 碤 碥 碦 碧 碨 碩 碪 碫 碬 碭 碮 碯 碱 碲 碳 碴 碵 碶 碷 碸 碹 磁 硾 碝 碞 碟 𥔎 𥔦 𥔧                                                                   |
| 10          | 磌 䃑 䃒 䃓 䃔 䃕 䃖 䃗 確 碻 碼 碽 碾 碿 磀 磂 磃 磄 𥔭 磅 磆 磇 磈 磉 磊 磋 磌 磍 磎 磏 磐 磑 磒 磓 磔 磕 磖 磗 磘 磙 磜 磤 𥔿 𥕊 𥔱 𥔲 𥔵 𥕄 磊 磌                                           |
| 11          | 䃘 䃙 䃚 䃛 䃜 䃝 䃞 䃠 磚 磛 磝 磞 磟 磠 磡 磢 磣 磥 磦 磧 磨 磩 磪 磫 磬 磭 磮 𥕌 𥕛 𥕜 𥕝 𥕞 𥕢 𥕥 𥕦                                                                                        |
| 12          | 䃣 䃟 䃡 䃢 䃣 䃤 䃥 䃦 䃧 䃨 磯 磰 磱 磲 磳 磴 磵 磶 磷 磸 磹 磺 磻 磼 磽 磾 磿 𥖏 礀 礁 礂 礃 礄 礅 𥖁 𥖄 𥖐 𥖑 𥖒 𥖓 𥖔 𥖕 𥖖 磻                                                             |
| 13          | 䃩 䃪 䃫 䃬 䃭 䃮 䃯 𥖧 𥖨 𥖩 礊 礋 礌 礍 礎 礏 礆 礇 礈 礉 礐 礑 礒 礓 礔 礕 礖 |
| 14          | 䃰 𥖸 𥖹 𥖺 礚 礛 礜 礝 礞 礟 礗 礘 礙 礠 礡 |
| 15          | 䃱 䃲 䃳 𥗌 𥗍 𥗎 𥗏 𥗐 礪 礫 礬 礢 礣 礤 礥 礦 礧 礨 礩 礪 |
| 16          | 䃴 䃵 䃶 䃷 𥗕 𥗛 𥗜 礭 礮 礯 礰 礱 礲 礳 礴 |
| 17          | 䃸 䃹 𥗠 𥗨 𥗩 礵 |
| 18          | 𥗳 礶 礷 |
| 19          | 䃺 礸 |
| 20          | 𥗹 礹 |
| 21          | 䃻 𥗽 |
| 22          | 𥘀 |
| 23          | 𥘂 |

- Примечание: Ваш браузер может отображать иероглифы неправильно.